# Ángel Ruiz (actor)
Ángel Ruiz (Pamplona, 8 de octubre de 1970) es un actor español.

## Biografía
Estudió Arte Dramático en la Escuela Superior de Arte Dramático de Málaga. Ha actuado en cine, televisión y teatro, de donde destacan sus intervenciones en las obras de teatro Follies y Miguel de Molina al desnudo, que le supusieron sendas nominaciones a los premios Unión de Actores. Asimismo, consiguió el Premio Unión de Actores al mejor actor de reparto de televisión por su interpretación de Federico García Lorca en la serie El Ministerio del Tiempo.
En 2017 ganó el Premio Max al mejor actor por la obra de teatro Miguel de Molina al desnudo.